# St. Peter's, Kanada
St. Peter's är en ort i Kanada.   Den ligger i provinsen Nova Scotia, i den östra delen av landet, 1 200 km öster om huvudstaden Ottawa. St. Peter's ligger 14 meter över havet och antalet invånare är 2 634.
Terrängen runt St. Peter's är huvudsakligen platt, men åt nordväst är den kuperad. Havet är nära St. Peter's åt sydväst.Runt St. Peter's är det mycket glesbefolkat, med 3 invånare per kvadratkilometer.. Det finns inga andra samhällen i närheten. 
I omgivningarna runt St. Peter's växer i huvudsak blandskog.